# Belastingstelsel
Het belastingstelsel zijn de wetten en regels die het berekenen en innen van belasting regelen. Deze zijn vaak voor ieder land verschillend, en worden ook continu door de politiek gewijzigd.
De meeste Europese landen hebben een systeem waarbij inkomstenbelasting wordt geheven over het salaris, btw over goederen en diensten aan eindgebruikers, en belasting over de winst van het bedrijf.

## Soorten belasting in Nederland
1. Inkomstenbelasting
2. Btw
3. Accijns
4. Dividendbelasting
5. Vennootschapsbelasting
6. Erfbelasting
7. Bpm